# Glândula serosa de von Ebner

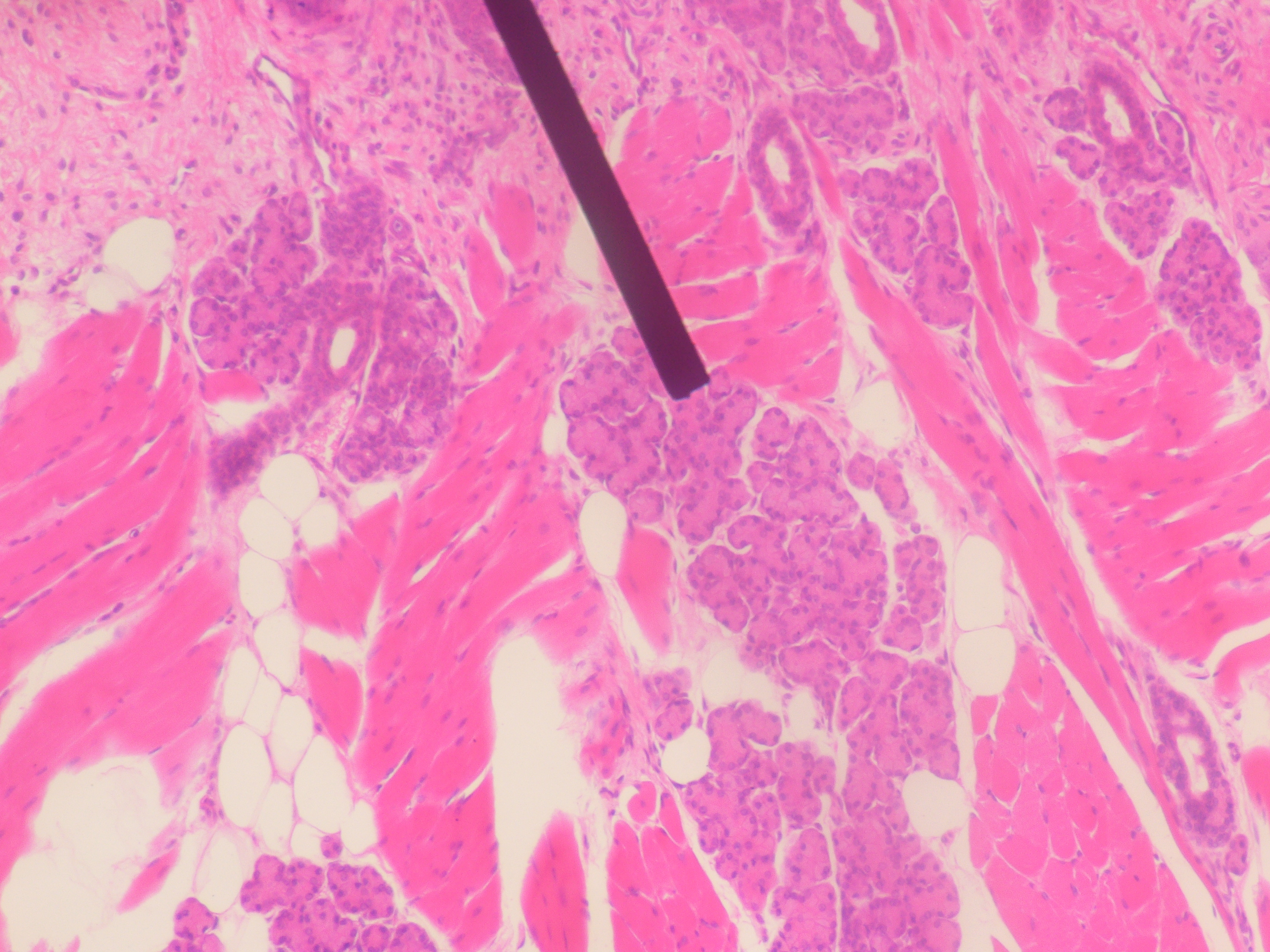
A glândula de von Ebner no corpo humano.

As glândulas serosas de von Ebner, também conhecidas por glândulas gustativas ou apenas glândulas de von Ebner são glândulas exócrinas encontradas na boca. Estão presentes nas papilas foliadas e circunvaladas da língua. São glândulas exócrinas serosas, que sintetizam e secretam uma secreção serosa rica em água, eletrólitos e lipase lingual, a fim de promover uma limpeza dos sulcos e da mucosa da cavidade oral. Seus ductos desembocam nos sulcos entre as papilas.[carece de fontes?]